# Central térmica del Narcea
La central térmica del Narcea, o central térmica de Soto de la Barca, era una instalación termoeléctrica de ciclo convencional situada próxima al río Narcea, en el municipio de Tineo (Asturias) España. Poseía 3 grupos térmicos de 55,5, 166,6 y 364,1 MW, respectivamente.
Dentro de la política de cierre de centrales de carbón, el 30 de junio de 2020 se procedió a su desconexión de la red eléctrica.

## Historia
El proyecto de la central comenzó a gestarse a principios de la década de 1960, por iniciativa del inversor asturiano Higinio González-Mayo, con la finalidad de aprovechar el carbón extraído en las minas de la cuenca alta del río Narcea y de la zona norte de la provincia de León. La empresa entonces denominada Hidroeléctrica de Moncabril, eligió como ubicación unos terrenos adyacentes al río Narcea, en la cola del embalse de La Barca.
En las inmediaciones de la central, se construyó un poblado para los trabajadores que participaron en el montaje, que luego serían destinadas a los trabajadores de la central, una vez que esta entró en funcionamiento.
En el proyecto inicial, se preveía la construcción de dos grupos térmicos, que se denominarían Narcea 1 y Narcea 2, de 55,5 y 166,6 MW respectivamente. El primero entró en servicio en 1965, mientras que el segundo, lo hizo en 1969. A finales de la década de 1970, y debido a la creciente demanda de energía eléctrica, la empresa propietaria decide la construcción de un nuevo grupo, Narcea 3, de 364,1 MW, que entró en funcionamiento en 1984.
Hidroeléctrica de Moncabril fue absorbida por Unión Eléctrica Madrileña pasando sus activos a depender de la compañía de Madrid. En 1982, Unión Eléctrica Madrileña llega a un acuerdo de fusión con la gallega Fuerzas Eléctricas del Noroeste (FENOSA), resultando Unión Fenosa, propietaria de la instalación hasta 2009, cuando fue absorbida por Gas Natural.

## Cierre
El 24 de febrero de 2016 se autorizó el cierre definitivo del grupo 1, publicado en el BOE de 17 de noviembre.
Dentro de la política de cierre de centrales de carbón, el 30 de junio de 2020 se procedió a su desconexión de la red eléctrica.
En noviembre de 2018 se hizo público que Naturgy, dentro de su política de reducción de emisiones de CO2, solicitó al Ministerio de Industria y Energía el permiso para llevar a cabo el cierre de la central de Narcea (Grupos 2 y 3 restantes), previstos para 2019. El 17 de diciembre de 2020 se autorizó su cierre definitivo, con un plazo de 4 años para desmantelarla, publicado en el BOE del 28 de diciembre. A partir del tercer y cuarto trimestre,se vienen haciendo los trabajos de desmantelamiento, encontrándose ya finalizadas las de los silos y escorias y la de las tres chimeneas de los tres grupos, procediendose a si vez al desmantelamiento de la torre de refrigeración.

## Funcionamiento
La central, fue diseñada para utilizar como combustible el carbón de la cuenca del río Narcea, concretamente de las minas de los concejos de Tineo, Cangas del Narcea, Degaña e Ibias, y también de la zona leonesa de Villablino. El carbón extraído en estas áreas era mayoritariamente antracita, y, en menor medida, hulla, con alto contenido en cenizas y bajo en volátiles. Debido al descenso de producción del carbón nacional, posteriormente tendió a utilizar carbón importado.

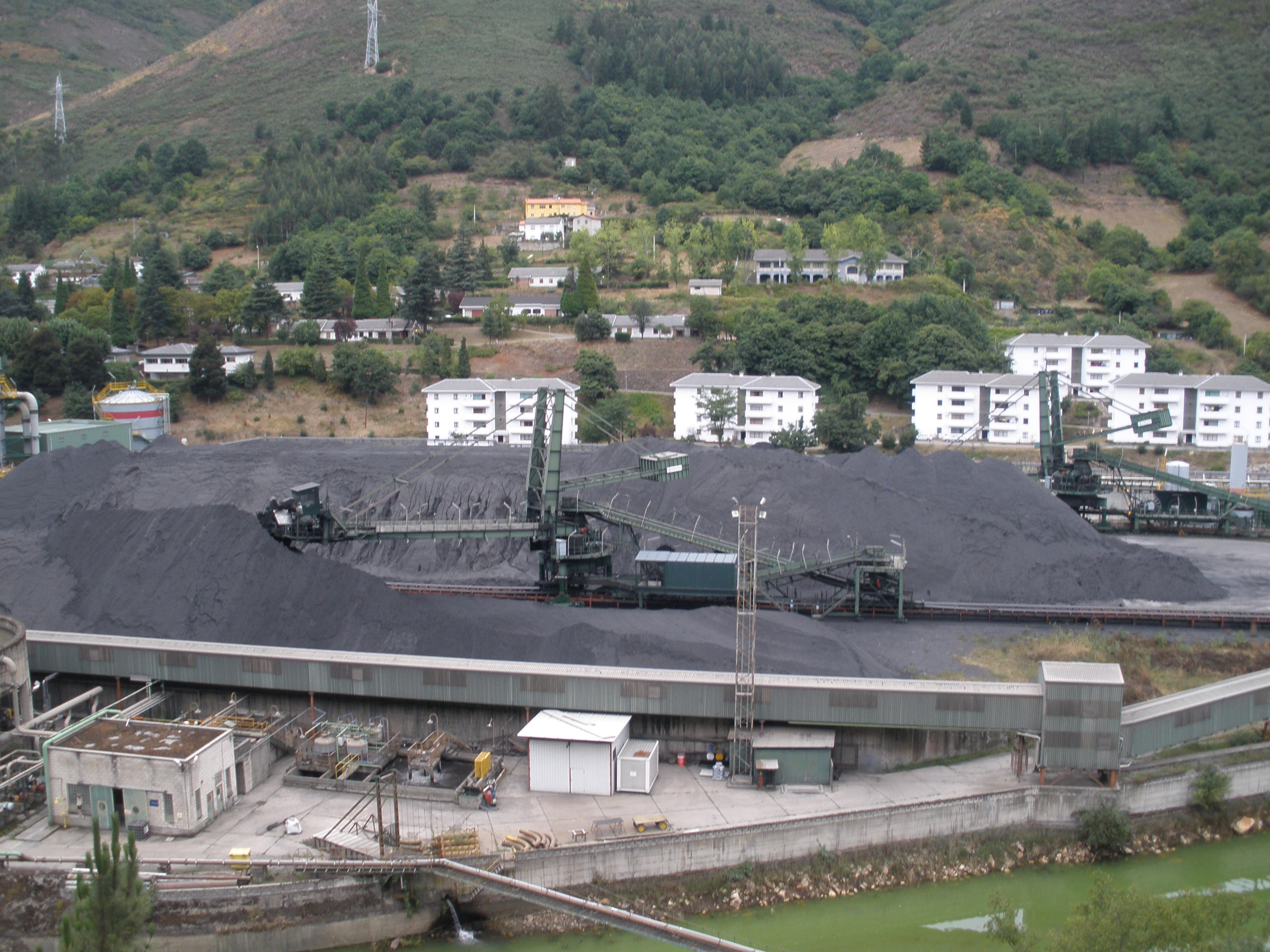
Parque de carbones de la central.

La central, disponía de dos parques de carbones para su almacenamiento, con capacidad para 120.000 toneladas.
Especialmente durante los procesos de arranque de los grupos térmicos, se utilizaba gasoil y fueloil como combustible.
Cada grupo disponía de un tanque de almacenamiento de gasoil de 30 m3, y otro de fuel de 2500 toneladas, pudiendo ser trasvasado de cualquier grupo hacia otro.
Los grupos 1 y 2, eran refrigerados en circuito abierto, gracias a la captación de agua realizada sobre el río Narcea en la cola del embalse de La Barca. La central, disponía de una concesión para la captación de agua del río de 10,6 m³/s.
Para la refrigeración del grupo 3, fue necesaria la construcción de una torre de refrigeración de 82 metros de altura, con dos bombas de agua con capacidad para un caudal de 25.000 m³/h, constituyendo un circuito cerrado de refrigración, debido al impacto térmico que causaría sobre las aguas del Narcea. El volumen de agua de la torre en funcionamiento es de 10 000 m³ aproximadamente. El caudal de aporte al circuito es de 520 m³/h, que reponen el agua evaporada en la torre.
Las calderas, eran de diseño Foster Wheeler en los grupos 1 y 2, y de Balcke Durr en el grupo 3, mientras que los alternadores eran Parsons en el grupo 1 y ABB en los grupos 2 y 3.
Las chimeneas de los tres grupos, aunque individuales, se encontraban dentro de un mismo fuste, y tenían una altura de 200 metros.
El transporte de carbón, se realizaba por carretera. Concretamente, es a través de la AS-15 como llegaba el carbón local desde la zona alta del Narcea, y el carbón importado a través de los puertos de El Musel y Avilés.
El ferrocarril de Pravia a Villablino podría haber permitido el transporte de carbón hasta la central. Sin embargo, aunque se realizaron algunas obras, nunca llegó a entrar en servicio.
La energía eléctrica generada era evacuada a través de redes eléctricas de 132 y 400 kV
En el año 2000, la central alcanzó su récord de producción, con 3855 GWh.